# Sylwia Frołow
Sylwia Frołow (ur. 1965) – polska dziennikarka, redaktorka, korektorka w Tygodniku Powszechnym i autorka książek.

## Życiorys
Publikowała m.in. w Tygodniku Powszechnym, w którym podjęła pracę jako redaktorka i korektorka. Przez kilka lat była sekretarką Jerzego Pomianowskiego.
Opublikowała szereg książek, w tym Dzierżyński. Miłość i rewolucja (2014), biografię Feliksa Dzierżyńskiego, która zawiera nigdy nie publikowane listy Dzierżyńskiego do rodziny oraz miłosne wyznania adresowane do kochanek, przechwycone przez państwowe służby w obawie przed skandalem, ukryte na kilkadziesiąt lat w tajnych archiwach moskiewskich; a także: Bolszewicy i apostołowie (2014), Antonówki. Kobiety i Czechow (2020), Nasz biedny Fiedia. Kobiety i Dostojewski (2021), a także powieści: Spojrzenia (2009) oraz I dusza, i seks (2013). Mieszka w Krakowie.

## Książki

### Literatura faktu
- Dzierżyński. Miłość i rewolucja, Znak, Kraków 2014, ISBN  9788324028719
- Bolszewicy i apostołowie Czarne, Wołowiec 2014, ISBN  9788375368659
- Antonówki. Kobiety i Czechow, Czarne, Wołowiec 2020, ISBN  9788381910224
- Nasz biedny Fiedia. Kobiety i Dostojewski, Czarne, Wołowiec 2021, ISBN  9788381913232

### Powieści
- Spojrzenia, Rosner i Wspólnicy, Warszawa 2009, ISBN  9788360336342
- I dusza, i seks (Rozpisani.pl, 2013)